# Hitachi (localitate)

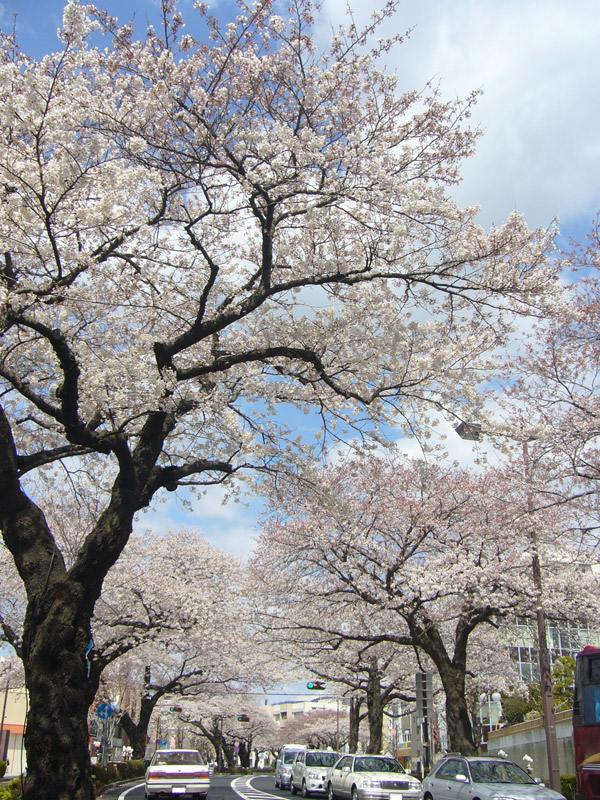
Strada Heiwa

Hitachi (日立市 Hitachi-shi?) este un municipiu din Japonia, prefectura Ibaraki.

## Personalități născute aici
- Hironobu Sakaguchi (n. 1962), creator de jocuri video.